# 城川村
城川村（しろかわむら）は、新潟県北魚沼郡に存在した村。1954年3月10日、小千谷市に合併した。

## 沿革
- 1884年 - 藪川村、藪川新田村、時水村、時水新田村、平沢新田村、西千谷川村、千谷川村、土川村が連合役場を置く。
- 1889年4月1日 - 町村制施行に伴い、藪川村、藪川新田村、時水村、時水新田村、平沢新田村、西千谷川村、千谷川村、土川村、魚沼神社領が合併し、城川村成立。
- 1901年11月1日 - 北魚沼郡桜町村、鴻野谷村大字山谷と合併し、城川村を新設。
- 1936年8月1日 - 大字土川を分割し北魚沼郡小千谷町に編入。
- 1954年3月10日 - 小千谷町と合併し、即日市制施行し小千谷市となる[1]。